# 阿德利娜·博古什
阿德利娜·博古什（羅馬尼亞語：Adelina Boguș，1988年9月4日—），旧姓科若卡留（Cojocariu），罗马尼亚女子赛艇运动员。她曾代表罗马尼亚参加2012年和2016年夏季奥林匹克运动会赛艇比赛，其中2016年奥运会获得一枚铜牌。